# یوری کوتسنکو
یوری کوتسنکو (روسی: Ю́рий Миха́йлович Куце́нко؛ ۵ مارس ۱۹۵۲ – ۲۲ مهٔ ۲۰۱۸) ورزشکار دو و میدانی اهل اتحاد جماهیر شوروی سوسیالیستی بود.
وی در مسابقات کشوری و بین‌المللی در مجموع برندهٔ ۱ مدال نقره شده‌است.